# 拉比斯瓦尔-德尔安普尔丹
拉比斯瓦尔-德尔安普尔丹（西班牙語：La Bisbal del Ampurdán），简称拉比斯瓦尔，是西班牙加泰罗尼亚赫罗纳省的一个市镇。总面积21平方公里，总人口8145人（2001年），人口密度388人/平方公里。